# Thannhof (Kohlberg)
Thannhof ist ein Gemeindeteil des Marktes Kohlberg und eine Gemarkung im Landkreis Neustadt an der Waldnaab (Oberpfalz, Bayern).

## Geschichte
Die Entstehung des Weilers Thannhofs geht wahrscheinlich auf die erste Hälfte oder die Mitte des 12. Jahrhunderts zurück.
Thannhof gehörte zum Landsassengut Röthenbach, das 1818 in ein Patrimonialgericht II. Klasse umgewandelt wurde. Mit der Aufhebung der Patrimonialgerichte in Bayern durch Gesetz vom 4. Juni 1848 kam der Weiler verwaltungstechnisch zur Gemeinde Hannersgrün, die im Zuge der Gebietsreform in Bayern nach Kohlberg eingemeindet wurde.